# Frontul de Răsărit (Al Doilea Război Mondial)
Frontul de Răsărit al celui de Al Doilea Război Mondial a fost teatrul războiului dintre patru țări ale puterilor Axei (Germania nazistă, Italia, Ungaria, România) pe de-o parte, și Uniunea Sovietică pe de altă parte, începând cu iunie 1941 până în mai 1945. 
În rusă războiul este denumit Marele Război pentru Apărarea Patriei (Великая Отечественная война, Velikaia Otecestviennaia voina), un nume care face aluzie la Războiul Patriotic din 1812 pentru apărarea Rusiei în timpul unuia dintre războaiele napoleoniene, nume folosit de ruși în încercarea de a acoperi faptul că a doua conflagrație mondială a fost începută de Uniunea Sovietică și Germania prin Pactul Ribbentrop-Molotov. Al doilea război ruso-finlandez, Războiul continuu, poate fi considerat flancul nordic al frontului răsăritean.
Războiul a început la 22 iunie 1941, când Germania a invadat zona Poloniei ocupată de sovietici, și s-a încheiat la 8 mai 1945, când Germania s-a predat la sfârșitul Bătăliei Berlinului. Sfârșitul războiului a avut drept rezultat, printre altele, ridicarea Uniunii Sovietice la rangul de superputere militară și industrială, ocuparea Europei Răsăritene și împărțirea Germaniei.
Frontul de Răsărit a fost de departe cea mai largă și sângeroasă scenă a celui de-al Doilea Război Mondial, Axa, fără a socoti Japonia, a mobilizat aproximativ zece milioane de militari, dintre care două până la trei milioane au murit pe Frontul de Est, iar Uniunea Sovietică a mobilizat aproximativ douăsprezece milioane de oameni, din care șase până la nouă milioane au murit. Pierderile generale ale Germaniei naziste se cifrează la peste 6 milioane de morți, răniți și dispăruți (din cei peste 9 milioane pe care Germania i-a pierdut în total), deci aproximativ patru din cinci soldați germani care au murit în cel de-al Doilea Război Mondial și-au pierdut viața pe frontul de Est.
Pierderile Uniunii Sovietice se ridică la peste 20 de milioane de oameni (unii autori consideră că aici se pot socoti și victimele atrocităților comise de către Stalin contra concetățenilor săi).
Din păcate, atrocitățile comise împotriva civililor deveniseră lucruri obișnuite, o mențiune specială trebuind făcută pentru Holocaustul populației evreiești din zonele ocupate de germani. Alte douăzeci până la treizeci de milioane de oameni au murit din cauza bolilor, foametei sau a tratamentele medicale tardive sau incorecte. De asemenea, se poate conta ca atrocitate mutarea forțată a populației germane din Prusia Răsăriteană și din Silezia în spatele liniei Oder-Neisse.

## Începuturile
Pactul Molotov-Ribbentrop din august 1939 stabilise o înțelegere de neagresiune între Germania (nazistă) și Uniunea Sovietică, iar protocolul secret stabilea cum aveau să fie împărțite țările baltice, Polonia și România. În Campania poloneză din septembrie 1939, cele două puteri au invadat și au împărțit Polonia, iar în iunie 1940 Uniunea Sovietică a ocupat Estonia, Lituania și Letonia precum și nordul Bucovinei și Basarabia.
Împărțirea Poloniei a făcut ca Germania și Uniunea Sovietică să aibă o graniță comună pentru prima dată în istorie. Pentru aproape doi ani pe graniță a fost liniște, vreme în care Germania s-a concentrat la cucerirea Danemarcei și Norvegiei, Franței și Balcanilor.
Adolf Hitler nu a avut însă nici o clipă intenția să respecte pactul cu Uniunea Sovietică. El a afirmat în cartea Mein Kampf că este nevoie de spațiu vital pentru coloniștii germani în Europa de răsărit, aceasta fiind, de altfel, motivul primordial al declanșării războiului mondial. Intenția era de a coloniza germani (din rasa ariană, pentru el superioară) în vestul Uniunii Sovietice și de a deporta majoritatea populației slave (rasă inferioară, în concepția lui) în Siberia, puținii rămași urmând să fie folosiți ca muncitori-sclavi. Modul de organizare al noilor teritorii cucerite în Est a fost detaliat în Generalplan Ost (Planul general pentru Răsărit) .
După epurările masive din armată care au avut loc în Uniunea Sovietică în deceniul al patrulea al secolului XX, Hitler considera Rusia slăbită din punct de vedere militar și gata pentru a fi cucerită: "Trebuie numai să dăm un șut în ușă și întreaga structură putredă se va prăbuși." Stalin se temea de un război cu Germania și a evitat orice gest provocator față de Hitler. Chiar și atunci când Germania a concentrat masiv trupe în Polonia răsăriteană și când a făcut zboruri clandestine de recunoaștere peste graniță, Stalin nu a luat în seamă avertismentele propriilor servicii de contrainformații, așa cum nu a luat în seamă nici sursele externe de spionaj. Mai mult, chiar în noaptea invaziei, trupele sovietice au primit o directivă semnată de Mareșalul Semion Timoșenko și de Generalul de armată Gheorghi Jukov care ordonau: "nu răspundeți la nici o provocare" și "nu inițiați nici o acțiune fără a avea ordine speciale". De aceea, invazia germană a luat prin surprindere conducerea politică și militară sovietică.

## Invazia: vara anului 1941

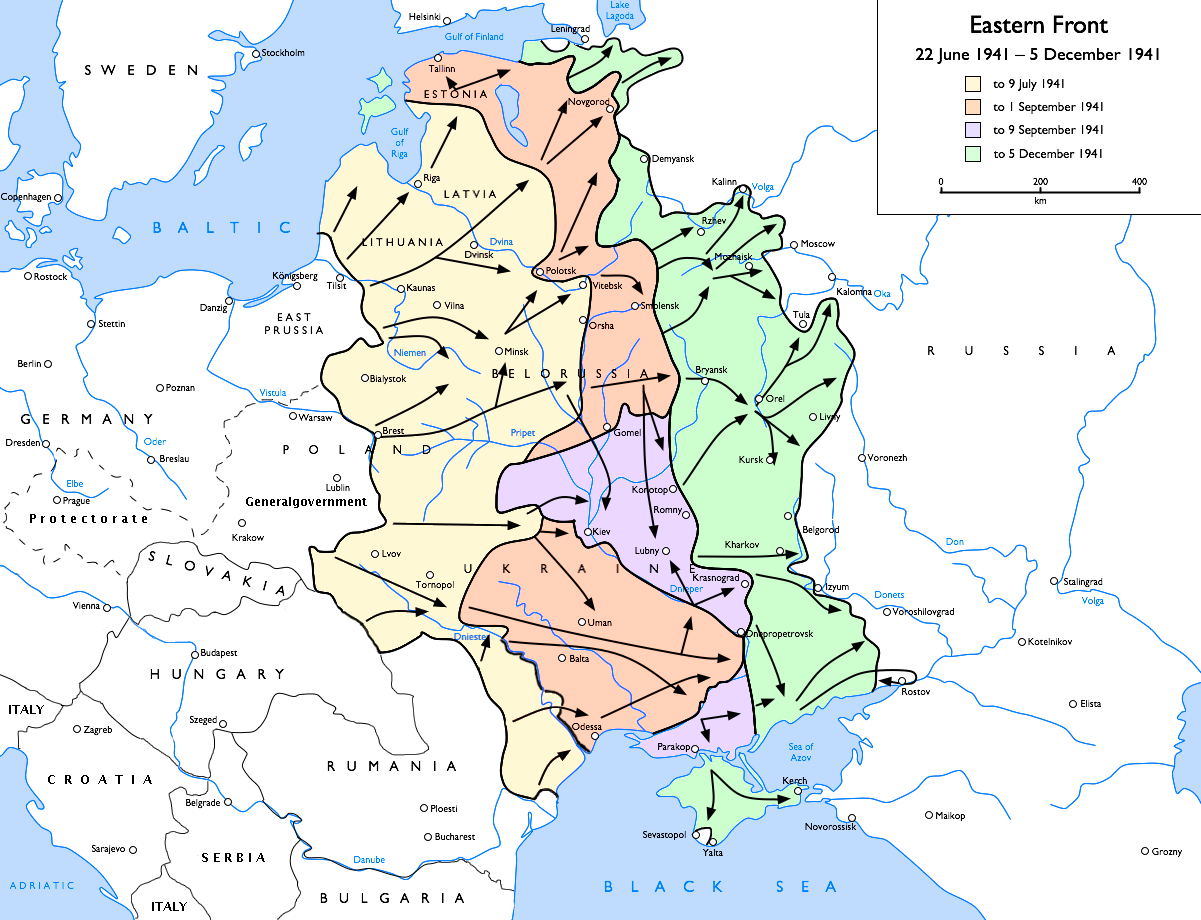
Operațiunea Barbarossa:
Invazia germană a Uniunii Sovietice, 21 iunie 1941 – 5 decembrie 1941

La ora 04:45, la 22 iunie 1941, patru milioane de soldați germani, italieni, români și din alte țări membre ale Axei au forțat frontierele și au intrat în Uniunea Sovietică. Timp de o lună, ofensiva dusă pe trei direcții a fost imposibil de oprit, iar diviziile de tancuri (Panzer) au încercuit sute de mii de militari sovietici în pungi uriașe care au fost apoi închise și nimicite de infanteria care ataca cu viteză mai mică, în timp ce tancurile își continuau avansarea.
Obiectivul Grupului de Armate Nord germane era Leningradul, la care urma să se ajungă traversând țările baltice. Forțele compuse din Armatele a 16-a și a 18-a și Al 4-lea Grup Panzer au avansat prin Lituania, Letonia, Estonia și prin zona orașelor rusești Pskov și Novgorod. 
Grupul de Armate Centru era compus din două divizii Panzer (a 2-a și a 3-a), care au atacat către est, au depăsit orașul Brest-Litovsk pe flancuri și s-au întâlnit în fața Minskului, fiind urmate de Armatele a 2-a, a 4-a și  a 9-a. Forțele combinate de tancuri au atins râul Berezina în doar șase zile, la 650 de km de la linia de pornire. Următorul obiectiv a fost atingerea râului Nipru, sarcină care a fost îndeplinită pe 11 iulie. Următoarea țintă, orașul Smolensk, a fost cucerită pe 16 iulie, dar luptele din zona Smolensk au stopat avansarea germană până la mijlocul lunii septembrie, subminând practic blitzkriegul, (războiul fulger).
Grupul de Armate Sud, compus din Grupul Panzer I, Armatele a 6-a, a 11-a și a 17-a, aveau ca sarcină avansarea prin Galiția în Ucraina. Avansarea lor a fost însă destul de înceată, reușind să cucerească coridorul către Kiev abia la mijlocul lui iulie. Armata a 11-a, ajutată de două armate românești, și-a croit drum prin Basarabia spre Odessa. Grupul Panzer I s-a întors de la Kiev pentru o vreme, avansând în câmpia Niprului. Când a făcut joncțiunea cu Grupul de Armate Sud, la sud de Uman, Grupul Panzer I a capturat 100.000 de soldați sovietici în încercuirea de la Uman. În vreme ce Armata Roșie se retrăgea pe malurile estice ale râurilor Nipru și Dvina, conducerea sovietică și-a îndreptat atenția către mutarea celei mai mari părți a uzinelor din industria grea din zonă. Astfel, s-au demontat utilajele și au fost transportate pe platforme auto și pe calea ferată cât mai departe de linia frontului, în zone îndepărtate din estul munților Ural și din Asia Centrală. O bună parte a populației civile nu a putut fi evacuată împreună cu echipamentul și au fost lăsați în urmă să moară, care era o soartă de preferat predării, prizonieratul sau traiul în zonele ocupate fiind socotite de către Stalin echivalente cu trădarea.
După cucerirea Smolenskului și atingerea râului Luga, Grupurile de Armate Centru și Nord își atinseseră primele obiective importante: să dețină controlul asupra zonei dintre râurile Dvina și Nipru. Calea către Moscova, (aflată la numai 400 de kilometri), era larg deschisă.
Generalii germani au conceput un atac imediat asupra Moscovei, dar Hitler le-a nesocotit sfatul, având în vedere nevoia de a lua în stăpânire grânele și industria grea din Ucraina, fără a mai lua în seamă marile rezerve sovietice masate în zona Gomel dintre flancul sudic al Grupul de Armate Centru și Grupul de Armate Sud. Sarcina a fost dată celui de al doilea Grup Panzer, care s-a întors către sud și a avansat către Kiev. Această manevră a durat toată luna august până în septembrie, dar când cele două grupuri de tancuri au făcut joncțiunea la Lohvița pe 5 septembrie, au fost făcuți 665.000 de prizonieri sovietici, iar Kievul a fost cucerit pe 19 septembrie.

## Moscova și Rostov: toamna anului 1941
De abia acum s-a decis Hitler să reia atacul către Moscova, redenumind cu această ocazie Grupurile Panzer ca Armate Panzer. Operațiunea Typhoon, care a fost pornită pe 30 septembrie, a găsit Armata a 2-a Panzer înaintând pe drumul asfaltat de la Orel (capturat pe 7 octombrie) către Plavskoie pe râul Oka, în vreme ce Armata a 4-a Panzer (transferată de la Grupul Nord la Centru) și Armata a 3-a Panzer încercuiseră forțele sovietice în două uriașe pungi: la Viazma și Briansk. Grupul de Armate Nord luase poziții în fața Leningradului și a încercat să taie calea ferată la Tikhvin la est. Așa a început asediul de 900 de zile al Leningradului. La nord de cercul polar arctic, o forța germano-finlandeză a încercat să ajungă Murmansk, dar nu a ajuns decât până la râul Litsa, unde a fost oprită.
Grupul de Armate Sud a forțat de la râul Nipru spre țărmul Mării de Azov, avansând de asemenea către Harkov, Kursk și Stalino. Armata a 11-a a înaintat în Crimeea și a cucerit peninsula până în toamnă, (cu excepția Sevastopolului, care a rezistat până pe 3 iulie 1942). Pe 21 noiembrie, germanii au cucerit Rostovul, poarta de intrare către Caucaz. În acest moment liniile germane erau prea întinse și sovieticii au contraatacat elementele avansate ale Armatei I-a Panzer, forțându-le să se retragă din oraș și de lângă râul Mius. Aceasta a fost prima retragere germană importantă din război.
În plină desfășurare a Operațiunii Tayphoon, vremea în Rusia s-a înrăutățit. În a doua jumătate a lunii octombrie au căzut ploi torențiale, transformând puținele drumuri, acolo unde ele existau, în mocirle nesfârșite unde se împotmoleau vehiculele germane, caii și oamenii. La numai 160 de kilometri distanță până la Moscova, situația s-a înrăutățit și mai mult când temperatura a scăzut sub zero și a început să ningă. Vehiculele au început să se miște din nou, dar oamenii nu erau echipați cu haine groase de iarnă. Conducerea germană, care se așteptase ca această campanie să dureze numai câteva luni, nu asigurase aprovizionarea armatelor cu echipament de luptă pentru iernile geroase rusești.
Pe 15 noiembrie, germanii au încercat pentru prima oară să încercuiască Moscova. Pe 27 noiembrie, Armata a 4-a Panzer s-a apropiat la 30 km de Kremlin atingând ultima stație de tramvai la Himki, în timp ce Armata a 2-a Panzer, deși a încercat, nu a reușit să cucerească Tula, ultimul oraș rusesc care stătea în calea ei către capitală. Certuri furioase au marcat diferențele de opinii dintre Hitler, care insista că atacul asupra Moscovei nu poate fi întrerupt, și generalii săi, ale căror trupe erau complet epuizate de gerul cumplit. Momentul în care Hitler a început să se descotorosească de generalii care i se opuneau a coincis cu acela în care sovieticii au contraatacat masiv pentru prima oară.

## Contraofensiva sovietică: iarna anului 1941

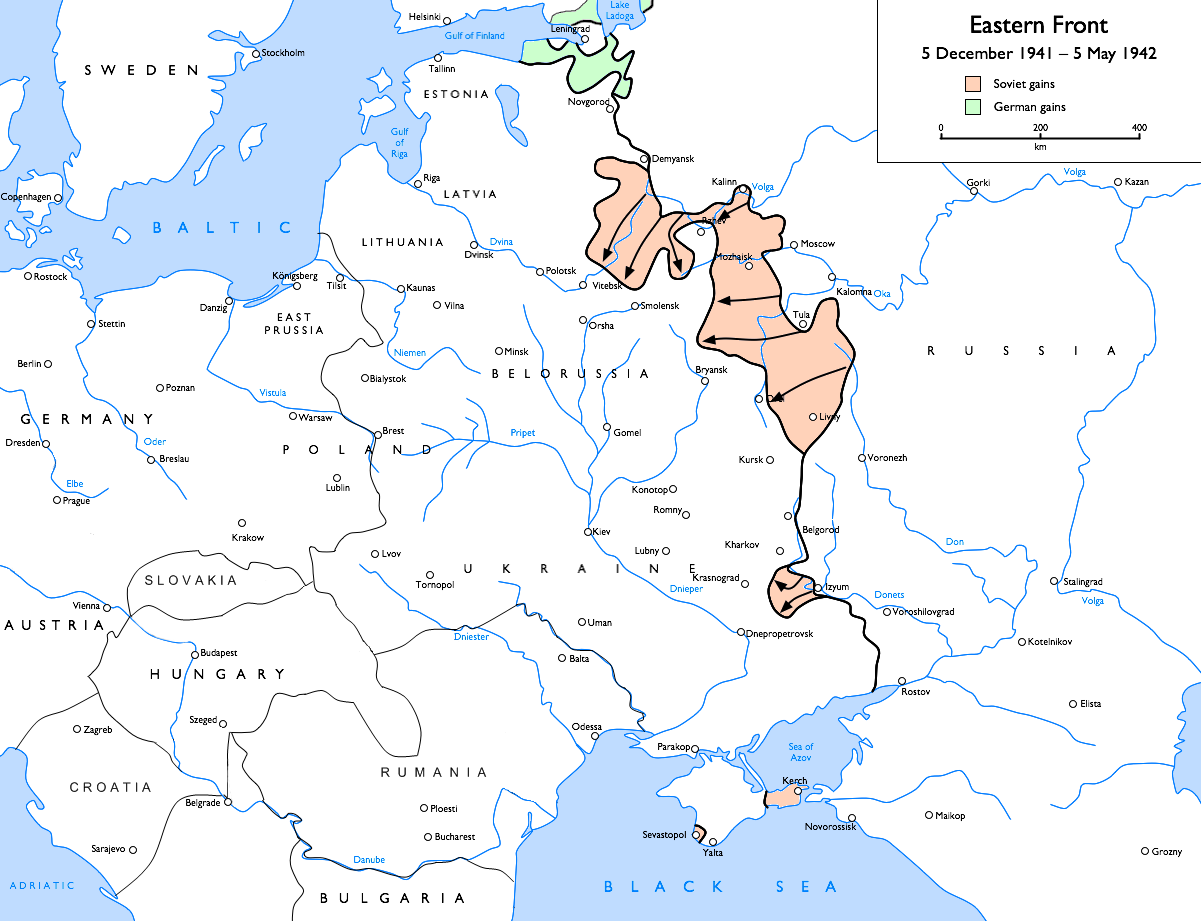
Contraofensiva sovietică de iarnă, 5 decembrie 1941 – 7 mai 1942

În timpul toamnei, Jukov a transferat unități odihnite și bine echipate din Siberia și din Orientul Îndepărtat Sovietic la Moscova. Aceste trupe staționau în Orientul Sovietic așteptând un atac nipon, dar serviciile de spionaj au adus dovezi că japonezii deciseseră să atace în Pacificul și Asia de sud-est. Pe 5 decembrie 1941, aceste întăriri au atacat liniile germane din fața Moscovei, sprijinite fiind de noile tancuri T-34 și de lansatoarele de rachete Katiușa. Trupele sovietice erau pregătite pentru operațiunile armate de iarnă și aveau în componență și câteva batalioane de schiori. Germanii înghețați și epuizați s-au retras în debandadă, fiind aruncați înapoi până pe 7 ianuarie 1942 între 100 și 200 de kilometri.
Un nou atac sovietic a fost inițiat la sfârșitul lunii ianuarie, concentrat pe joncțiunea dintre Grupurile de Armate Nord și Centru, unde a și reușit o rupere a frontului. Coroborat cu atacul dinspre Kaluga spre sud-vestul Moscovei, ofensiva avea ca țintă Smolenskul, dar germanii au reușit să se replieze și să respingă cele două atacuri separat. Un atac al trupelor de parașutiști asupra orașului Dorogobuzh aflat sub stăpânirea germană a fost un insucces catastrofal, parașutiștii care au supraviețuit trebuind să se strecoare către zonele controlate de mișcările de partizani, care începuseră să se întărească în spatele liniilor germane. La nord, sovieticii au încercuit garnizoana germană de la Demiansk, (care a rezistat timp de patru luni fiind aprovizionați pe calea aerului), și au stabilizat frontul în fața orașelor Holm, Velizh și Velikie Luki.
În sud, Armata Roșie a forțat râul Doneț la Izium și a cucerit o pungă adâncă de 100 de kilometri. Intenția era să fixeze Grupul de Armate Sud cu spatele la Marea de Azov, dar iarna s-a îmblânzit și germanii au fost capabili să contraatace și să oprească avansarea sovietică, (care aveau o linie de atac prea extinsă), în a doua bătălie de la Harkov.

## Luptele de pe Don, Volga, și din Caucaz: vara anului 1942

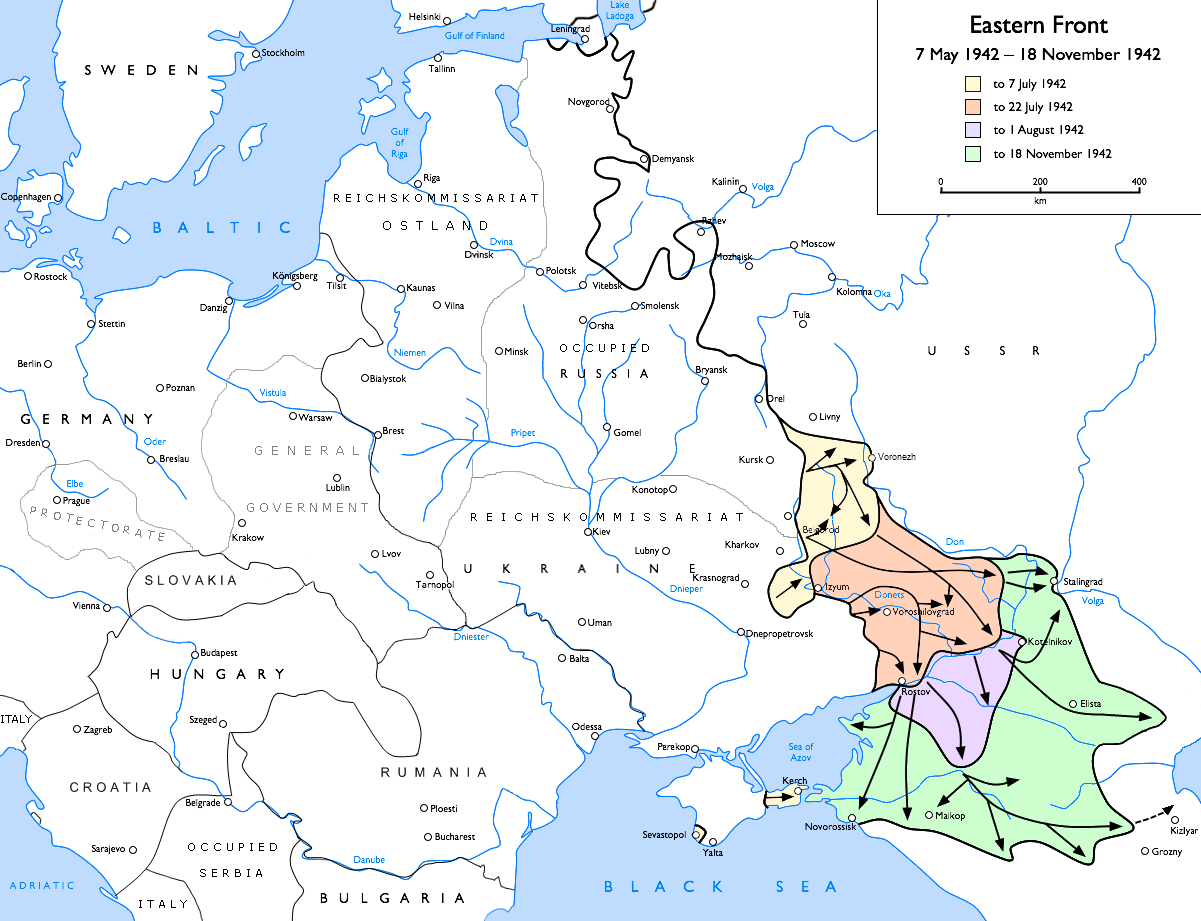
Operația Albastru: Avansarea germanilor 7 mai 1942 ― 18 noiembrie 1942

Deși s-au făcut planuri pentru un nou atac asupra Moscovei, pe 28 iunie 1942 s-a inițiat un atac într-o direcție diferită. Grupul de Armate Sud a preluat inițiativa, stabilizând frontul în Bătălia de la Voronej și după aceea urmând cursul fluviului Don spre sud. Planul era să asigure mai întâi controlul asupra fluivilor Don și Volga, după care ar fi urmat atacul asupra Caucazului cu bogatele lui câmpuri petrolifere. Vanitatea lui Hitler, dar și unele considerente operaționale, l-au făcut pe conducătorul nazist să ordone ca ambele obiective să fie atinse simultan. Rostov a fost recucerit pe 24 iulie, atunci când Armata I Panzer a intrat în luptă, după care atacul a continuat spre sud către Maikop. Ca o parte a acestei operațiuni mari s-a desfășurat Operațiunea Șamil, un plan prin care grupuri de comando echipate precum trupele sovietice ale NKVD-ului au destabilizat apărarea din Maikop, permițând armatei de tancuri să cucerească orașul petrolifer fără a întâmpina o opoziție importantă.
În acest timp, Armata a 6-a s-a îndreptat către Stalingrad, o perioadă îndelungată fără a avea ajutorul Armatei a 4-a Panzer care fusese desemnată pentru a ajuta Armata 1-a Panzer să forțeze Donul. Până când Armata a 4-a Panzer s-a alăturat din nou atacului asupra Stalingradului, apărarea sovietică, (Armata a 62-a, condusă de Vasili Ivanovici Ciuikov), se întărise. După traversarea Donului, trupele germane au atins Volga pe 23 august, dar în următoarele trei luni, în Bătălia de la Stalingrad, Wehrmachtul nu a reușit să cucerească integral orașul, fiind obligat să lupte pentru fiecare stradă, într-o localitate complet transformată în ruine.
Către sud, Armata 1-a Panzer a ajuns la poalele munților Caucaz și pe râul Malka. La sfârșitul lunii august, trupele de vânători de munte români s-au alăturat atacului din Caucaz, în timp ce Armatele a 3-a și a 4-a române au fost transferate la Stalingrad, după îndeplinirea cu succes a sarcinii de curățare a litoralului Mării de Azov. Românii au ocupat poziții pe ambele flancuri ale orașului pentru a ajuta trupele germane. Datorită conflictelor dintre români și unguri cu privire la Transilvania, armatele celor două țări erau separate de Armata a 8-a italiană.. Astfel toți aliații Germaniei erau aici – inclusiv contingentul din Slovacia și regimentul din Croația, atașate Armatei 1-a Panzer, respectiv Armatei a 6-a germane.
Înaintarea către Caucaz s-a împotmolit, germanii fiind incapabili să atingă obiectivul principal, orașul Groznîi. S-a schimbat direcția de atac, s-a traversat râul Malka și, la sfârșitul lunii octombrie, s-a intrat în Ossetia de Nord. În prima săptămână a lunii noiembrie, în suburbiile orașului Ordjonikidze, Divizia a 13-a Panzer a fost respinsă și tancurile au trebuit să se retragă. Ofensiva din Rusia se încheiase.

## Stalingrad: iarna anului 1942

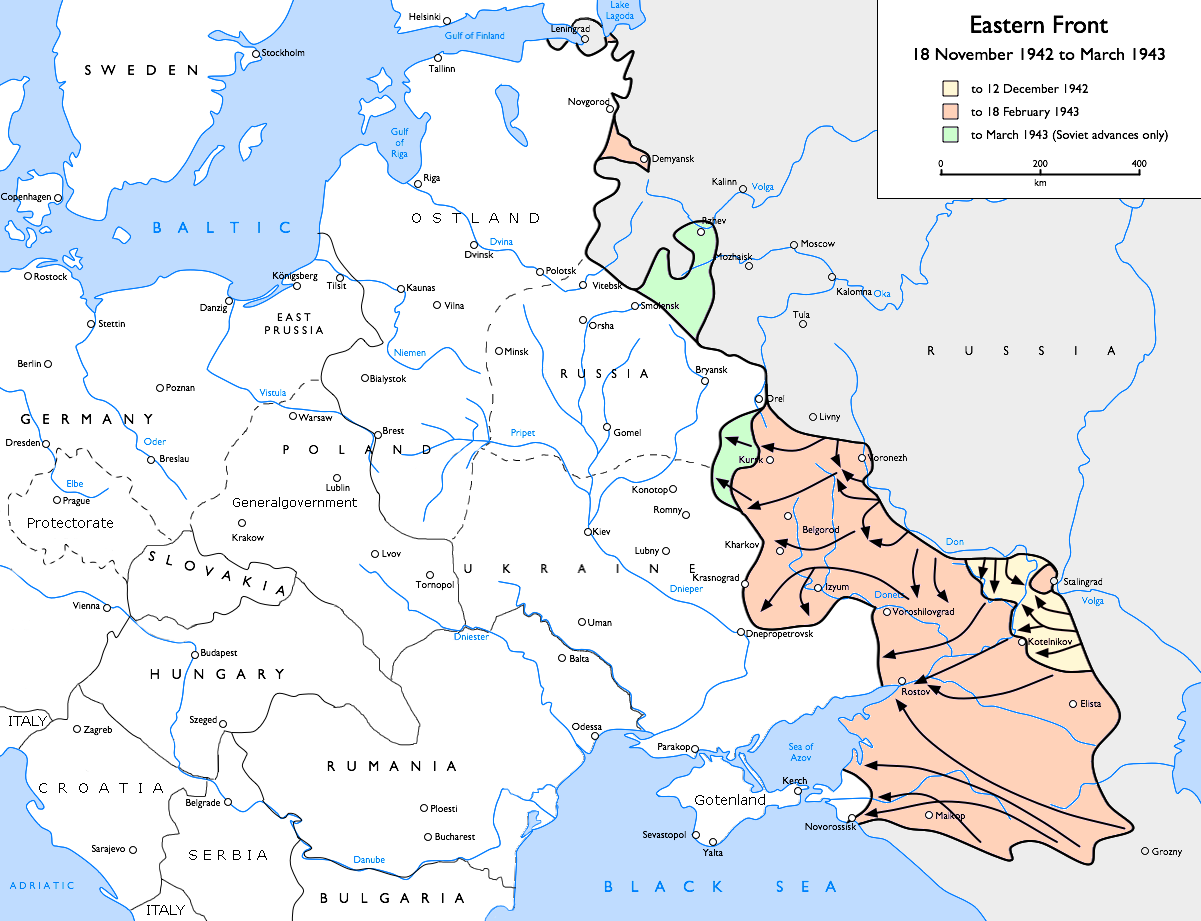
Operațiunile Uranus,
Saturn și Marte: Înaintarea sovietică pe frontul răsăritean 18 noiembrie 1942 – martie 1943

În vreme ce Armatele a 6-a și a 4-a Panzer luptau să-si croiască drum printre ruinele Stalingradului, armatele sovietice se concentrau pe flancurile orașului, în special în capetele de pod pe care românii nu reușiseră să le elimine. De aici, ele au pornit contraatacul pe 19 noiembrie 1942. În Operațiunea Uranus, două fronturi sovietice au străpuns liniile române și s-au întâlnit la Kalaci pe 23 noiembrie, prinzând în capcană 300.000 de militari ai Axei. O ofensivă purtată simultan în sectorul Rjev, cunoscută drept Operațiunea Marte, trebuia să avanseze până la Smolensk, dar a dat greș datorită flerului tactic al germanilor.

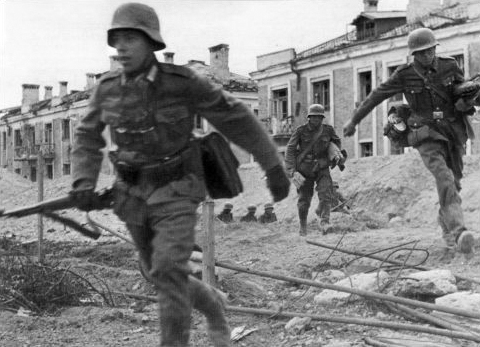
Soldați germani în Stalingrad

Germanii s-au grăbit să transfere trupe spre Rusia într-o încercare disperată de salvare a situației, dar ofensiva nu a putut începe până pe 12 decembrie, timp în care armatele Axei erau înfometate și prea slabe pentru a putea sparge încercuirea. Operațiunea Winter Storm, începută viguros de trei divizii de tancuri transferate în zonă, dinspre Kotelnikovo către râul Aksai, s-a împotmolit la 65 de kilometri depărtare de ținta finală. Pentru a împiedica încercările de aprovizionare și de scoatere din încercuire a forțelor Axei, sovieticii au decis să-i atace pe italieni, operațiunea începând pe 16 decembrie. Ceea ce au reușit a fost să distrugă multe dintre avioanele care transportau provizii la Stalingrad. Scopul foarte limitat al ofensivei sovietice, deși având ca țintă finală Rostovul, i-a lăsat lui Hitler suficient timp să retragă Grupul de Armate A din Caucaz și să-l plaseze pe Don.
Pe 31 ianuarie 1943, cei 90.000 de supraviețuitori ai Armatei a 6-a, (care numărase 300.000 de oameni), s-au predat, în frunte cu General feldmareșalul Friedrich Paulus (cunoscut și sub numele de Friedrich von Paulus). Acesta primise bastonul de mareșal numai cu câteva ore înainte de a se preda, Hitler sperând ca Paulus va lupta pâna la capăt - nici un mareșal german nu mai fusese luat prizonier - sau, așa cum i se sugerase, se va sinucide. În acel moment contingentul maghiar era total distrus, iar resturile armatelor germane, române și ale trupelor auxiliare rusești au fost luate prizoniere, mulți dintre ei trebuind să facă față acuzațiilor de a fi fost criminali de război.
Sovieticii au avansat 500 de kilometri de la Don spre vest de Stalingrad, trecând prin Kursk, (cucerit pe 8 februarie 1943) și prin Harkov (cucerit pe 16 februarie 1943). Hitler, pentru a salva poziția din sud, a luat decizia să abandoneze intrândul de la Rjev, eliberând suficiente trupe germane pentru a asigura o ripostă eficientă în estul Ucrainei. Contraofensiva lui Manstein, sprijinită de excelent antrenatul Corp Panzer SS echipat cu tancuri Tiger, a pornit pe 20 februarie 1943 și și-a croit drum prin Poltava, recucerind Harkovul în a treia săptămână a lunii martie, când a fost oprită de dezghețul de primăvară. Acest atac a arcuit în mod vizibil frontul, centrul fiind la Kursk.

## Kursk: vara anului 1943

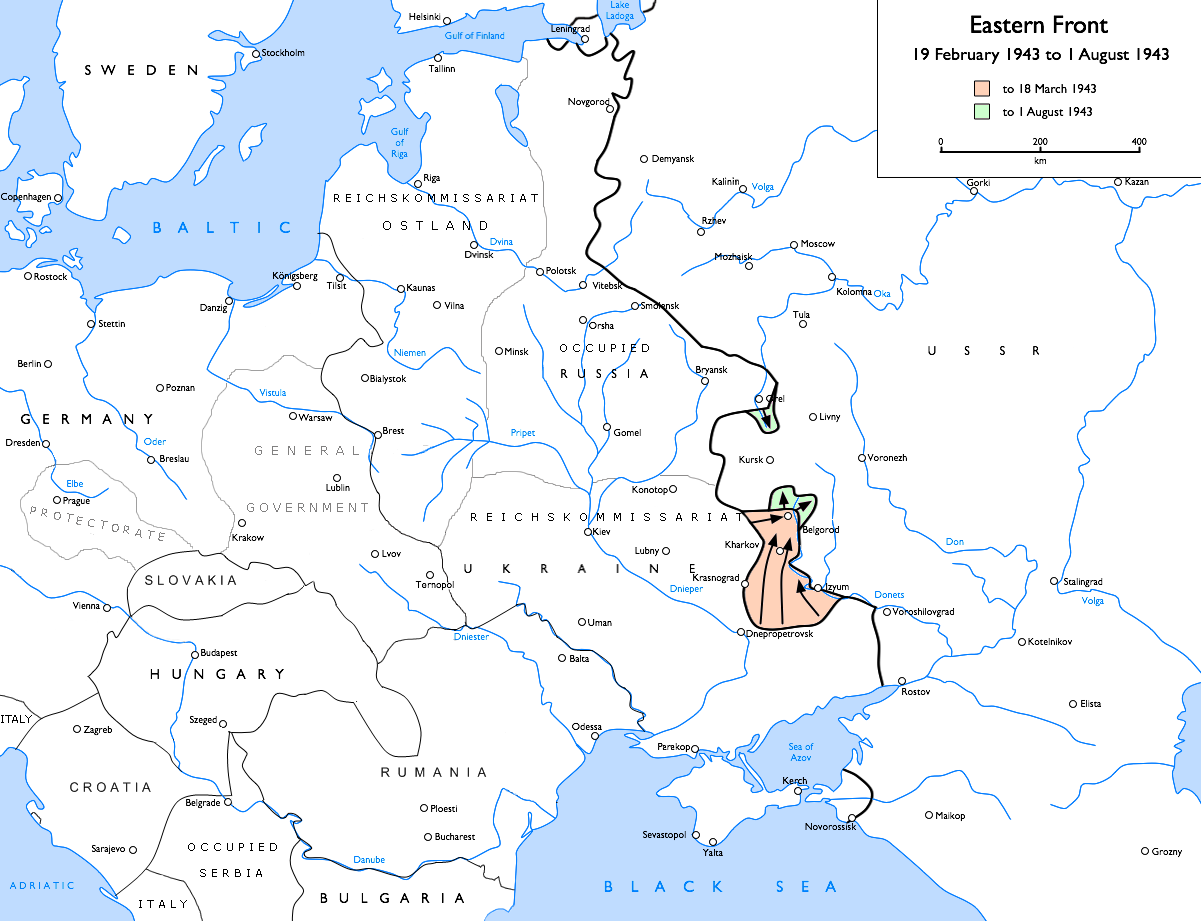
Înaintarea germană spre Harkov și Kursk, 19 februarie 1943 – 1 august 1943

După eșecul încercării de cucerire a Stalingradului, Hitler a încredințat autoritatea întocmirii sezonului următor de luptă Statului Major al Armatei Germane și l-a reinstalat pe Guderian într-un rol de frunte, de această dată ca Inspector al trupelor de tancuri. Dezbaterile dintre generalii Statului Major erau polarizate, iar Hitler era din ce în ce mai enervat de încercarea de a renunța la punga de la Kursk. El știa că în ultimele șase luni, pozițiile rusești de la Kursk fuseseră întărite puternic cu tunuri antitanc, șanțuri antitanc, mine antipersonal și antitanc , rețele de sârmă ghimpată, tranșee, cazemate, artilerie și mortiere. Dacă o ultimă ofensivă a blitzkriegului putea fi efectuată cu succes pe frontul răsăritean, atunci presiunea sovietică ar fi scăzut iar eforturile germanilor se puteau întoarce împotriva amenințărilor aliaților de pe frontul de vest. Înaintarea avea să fie executată din punga de la Orel spre nordul arcului de la Kursk și dinspre Belgorod spre sud. Amândouă flancurile urmau să conveargă la Tim și astfel s-ar fi revenit la linia frontului germano-sovietic din iarna 1941 – 1942.
Germanii erau informați că rezervele numeroase al Armatei Roșii erau secătuite de luptele din 1941 și 1942, dar sovieticii recrutau cetățenii regiunilor proaspăt recucerite și echipau rapid noi unități militare.
Sub presiunea generalilor săi, Hitler s-a lăsat convins să dea atacul de la Kursk, nedându-și seama că spionii Abwehrului fuseseră dezinformați de o campanie concertată dusă pe front de Stavka (Statul Major sovietic) și de serviciile de contrainformații în Elveția, prin rețeaua Lucy. Când germanii au început operațiunea, trecuseră luni de zile așteptând tancuri noi și alte echipamente, timp în care sovieticii întăriseră punga de la Kurk cu mai multe arme antitanc decât fuseseră adunate la un loc vreodată până atunci.
În nord, toată Armata a 9-a a fost relocată din punga Rjev în punga Orel și trebuia să avanseze de la Maloarhangelsk la Kursk. Dar aceste forțe nu au reușit nici măcar să-și atingă primul obiectiv, cucerirea localității Olhovatka aflată la 8 km de locul de pornire. Atacurile avangărzilor Armatei a 9-a au fost înfrânte în câmpurile minate sovietice, inițial germanii crezând eronat că terenul accidentat ar fi fost singura piedică naturală până la Kursk. Direcția înaintării a fost schimbată spre Poniri, la vest de Olhovatka, dar Armata a 9-a nu a avut succes nici aici și a trecut în defensivă odată cu contraatacul sovietic. Pe 12 iulie, Armata Roșie a atacat viguros printre Diviziile a 211-a și a 293-a pe râul Jijra și a avansat spre Karacev până în spatele lor și în spatele orașului Orel.

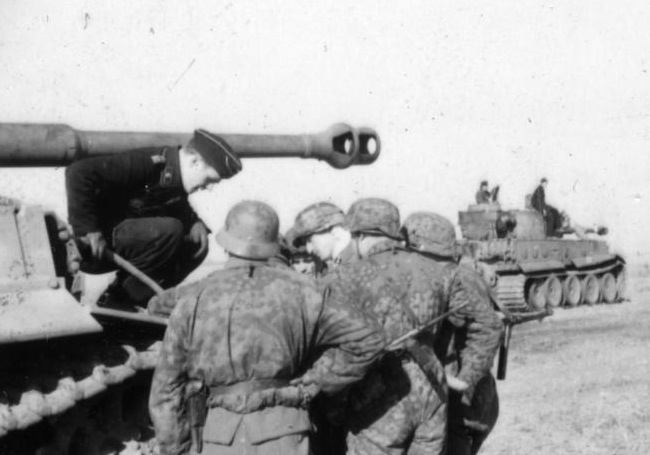
Waffen-SS Panzergrenadiere din
SS-Panzer-Division "Totenkopf" la începutul Bătăliei de la Kursk

Ofensiva dinspre sud, având în avangardă Armata a 4-a Panzer, a avansat mai mult. Înaintând pe ambele maluri ale cursului superior al Donețului pe două coridoare înguste, unitățile SS Panzer și Diviziile Grossdeutschland Panzergrenadier și-au croit drumul prin câmpurile de mine și zonele accidentate spre Oboian. Rezistența îndârjită a sovieticilor a impus o schimbare a direcției de atac de la est la vest, dar tancurile Tigers și Panther au avansat doar 25 de kilometri până să întâlnească rezervele sovietice ale Armatei a 5-a de tancuri lângă Prohorovka. Lupta a început pe 12 iulie cu mii de tancuri angajate în acțiune. La sfârșitul zilei, amândouă armatele rămăseseră pe poziții. Sovieticii au fost capabili să înlocuiască numărul cumplit de mare de tancuri și soldați pierduți în luptă, lucru pe care nu au putut să-l facă și germanii. Îngrijorat de debarcarea aliată din Sicilia, Hitler a retras unitățile SS Panzer din zona sudică a arcului de la Kursk și asta a fost finalul atacului german din Rusia.
Bătalia de la Kursk a reprezentat o versiune la scară mare a bătăliilor din primul război mondial – infanteria avansând sub focul mitralierelor și tancuri înaintând sub focul tunurilor antitanc. Cea mai mare parte a tancurilor germane erau modele noi și netestate, cu echipaje slab antrenate. Noile unități de vânători de tancuri, deși echipate cu tunuri foarte eficiente de 88 mm, nu aveau mitraliere montate în turele pentru apărarea împotriva infanteriei. De aceea deveneau ușor ținta tunurilor antitanc sovietice poziționate în tranșee cu o formă arcuită, care asigurau un foc încrucișat ucigător. De cele mai multe ori, aceste poziții erau protejate de cuiburi de mitralieră, mortiere, și mici gropi de vulpe, cu câte doi oameni înarmați cu mine magnetice antitanc. Astfel era anihilată infanteria germană care nu mai putea proteja în mod eficient tancurile. Această ofensivă majoră a fost ultima pe care Wehrmachtul a fost capabil să o lanseze, orice încercare de mai târziu fiind doar o palidă umbră a acțiunilor armate de mai înainte. În urma înfrângerii, Hitler și-a pierdut încrederea în generali și lucrul aceasta, coroborat cu deteriorarea stării sale de sănătate mentală, a avut o influență proastă asupra calității deciziilor strategice germane.

## Ucraina: toamna și iarna anului 1943

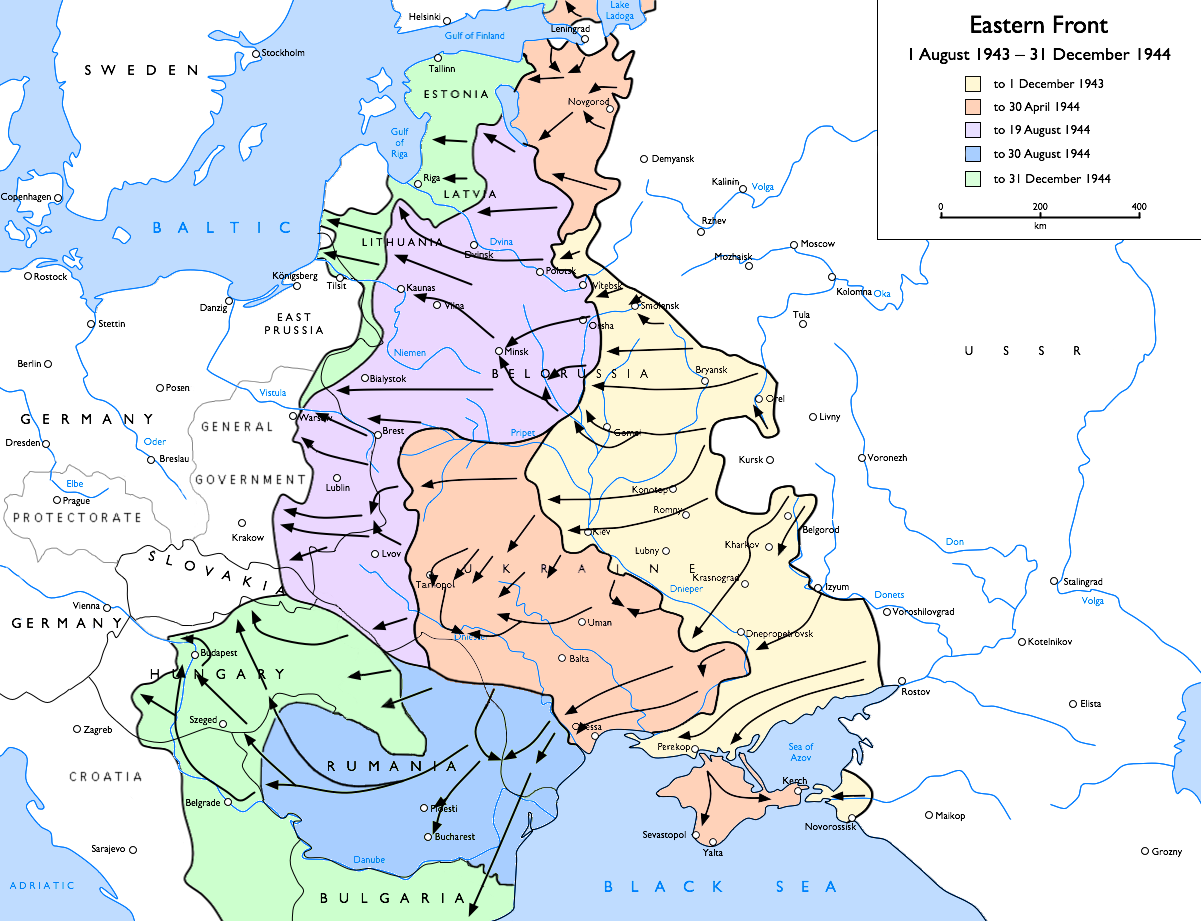
Înaintarea sovietică 1 august 1943–31 decembrie 1944

Tăvălugul sovietic a continuat cu vigoare avansând în punga germană de la Orel. Diversiunea creată de Divizia Grossdeutschland, favorita lui Hitler,de la Belgorod spre Karacev, nu a reușit să oprească atacul, și germanii au luat decizia strategică de a evacua Orelul, (cucerit de Armata Roșie pe 5 august 1943), și de a se replia către linia Hagen, în fața Brianskului. La sud, sovieticii au rupt frontul Grupului de Armate Sud din fața Belgorodului și s-au îndreptat către Harkov din nou. Unitățile sovietice au depășit prin flanc tancurile germane și au înaintat până la Psel iar Harkovul a fost eliberat definitiv pe 22 august.
Forțele germane de pe râul Mius, compuse acum din Armata 1-a Panzer și reconstituita Armată a 6-a, erau în august prea slăbite pentru a face față unui atac și când sovieticii le-au lovit, au trebuit să se replieze prin regiunea industrială a Donbassului spre Nipru, pierzând resursele minerale și jumătate din zona agricolă pe care Germania dorise s-o exploateze atunci când a invadat Uniunea Sovietică. În acest moment, Hitler era de acord cu o retragere generală pe linia Niprului, de-a lungul căruia trebuia sa fie Ostwall (Zidul Răsăritean), o linie de apărare similară fortificațiilor de la frontiera occidentală a Germaniei – Westwall (Zidul Vestic).
Necazul era că Ostwall nu fusese construit încă, iar în vreme ce Grupul de Armate Sud evacuase estul Ucrainei și începuse retragerea peste Nipru în septembrie, unitățile sovietice îi urmăreau îndeaproape pe germani. Mici unități ale Armatei Roșii au forțat râul lat de trei kilometri în mai multe sectoare și au stabilit capete de pod pe care le-au apărat cu înverșunare. O a doua încercare a sovieticilor de a câștiga teren folosind trupe parașutate într-o acțiune la Kanev pe 24 septembrie, s-a dovedit la fel de nenorocoasă ca atacul de la Dorogobuj cu 18 luni mai înainte. Parașutiștii au fost rapid respinși dar, acoperirea asigurată de ei le-a permis unor unități noi de infanterie să treacă Niprul și să lărgească zonele controlate de sovietici. La sfârșitul lui septembrie și începutul lui octombrie, germanii și-au dat seama că linia Niprului era imposibil de apărat atâta vreme cât capetele de pod sovietice se întăreau mereu. Orașele din zona Niprului au fost recucerite de Armata Roșie, Zaporojie fiind primul, urmat la scurtă vreme de Dnepropetrovsk. În ianuarie 1944, zece divizii germane încercuite lângă Cerkasi, au reușit să se elibereze cu pierderi teribile.
La nord, Grupul de Armate Centru a fost împins înapoi încet de pe Linia Hagen, pierzând mai puțin teritoriu, dar pierzând Brianskul și, mult mai importantul Smolensk, pe 25 septembrie. Orașul era cheia de boltă a întregului sistem defensiv german, dar Armatele a 4-a și a 9-a și Armata a 3-a Panzer încă mai aveau controlul asupra malului estic al cursului superior al Niprului. 
Pe frontul Grupului de Armate Nord au fost puține lupte. Până în ianuarie 1944 a fost recucerit Novgorodul. Până în februarie, Armata Roșie ajunsese la granițele Estoniei.
În sud, Armata Roșie a ajuns la granițele României în martie, a recucerit Odessa în aprilie și Sevastopolul în mai.

## Belarus: vara anului 1944
Înainte de a fi lansată Operațiunea Bagration, STAVKA a încercat rezistența frontului din nord-estul României, purtându-se lupte grele în zona Târgu Frumos în martie și ulterior în mai (vezi Bătalia de la Târgu-Frumos).
Scopul acestor atacuri (Prima ofensiva Iași-Chișinău) era acela de a fixa unitățile germane de blindate departe de sectorul central al Frontului de Est aflat atunci în Belorusia. Acest loc a fost ales pentru ofensiva sovietică de vară.
Operațiunea Bagration, a început pe 22 iunie 1944 și a dus până la urmă la distrugerea Grupului de Armate Centru. Germanii transferaseră unități militare în Franța cu două săptămâni mai înainte, pentru a face față invaziei din Normandia. Patru grupuri de armate sovietice, însumând peste 120 de divizii, au zdrobit linia germană slab apărată.
Sovieticii ajunseseră la un raport de 10:1 la tancuri și de 7:1 la avioane în fața inamicului. În momemtul declanșării atacului, avantajul numeric și calitativ al sovieticilor era copleșitor la toate capitolele. Apărarea germană s-a prăbușit. Capitala Belorusiei, Minsk, a fost eliberată pe 3 iulie, prinzând în capcană 50.000 de germani. Zece zile mai târziu, Armata Roșie a atins granița antebelică poloneză. Avansarea rapidă a izolat unitățile Grupului de Armate Nord care luptau în Curlanda.
Ofensiva Lvov-Sandomir a fost lansată pe 17 iulie 1944, germanii retrăgându-se în debandadă din vestul Ucrainei. Ca urmare a răsturnării guvernului progerman al Mareșalului Ion Antonescu pe 23 august 1944, sovieticii au avansat aproape fără luptă prin România, pe 31 august ei intrând în București. Pe 12 septembrie, la Moscova, România și Uniunea Sovietică au semnat un armistițiu în condițiile impuse de ruși. Predarea românilor a rupt în două frontul german sud-estic, ducând la pierderea rapidă a întregii zone a Balcanilor.
În Polonia, în vreme ce Armata Roșie se apropia de Varșovia, Armata Națională Poloneză (Armia Krajowa) a lansat Revolta din Varșovia în iulie. Însă Armata Roșie s-a oprit pe Vistula, incapabilă fiind sau nedorind să ajute rezistența poloneză. O încercare a Armatei Populare Poloneze (Armia Ludowa, unități militare comuniste proaspăt formate) de a elibera orașul a fost respinsă, în septembrie, cu pierderi grele.

## Europa Răsăriteană: ianuarie – martie 1945

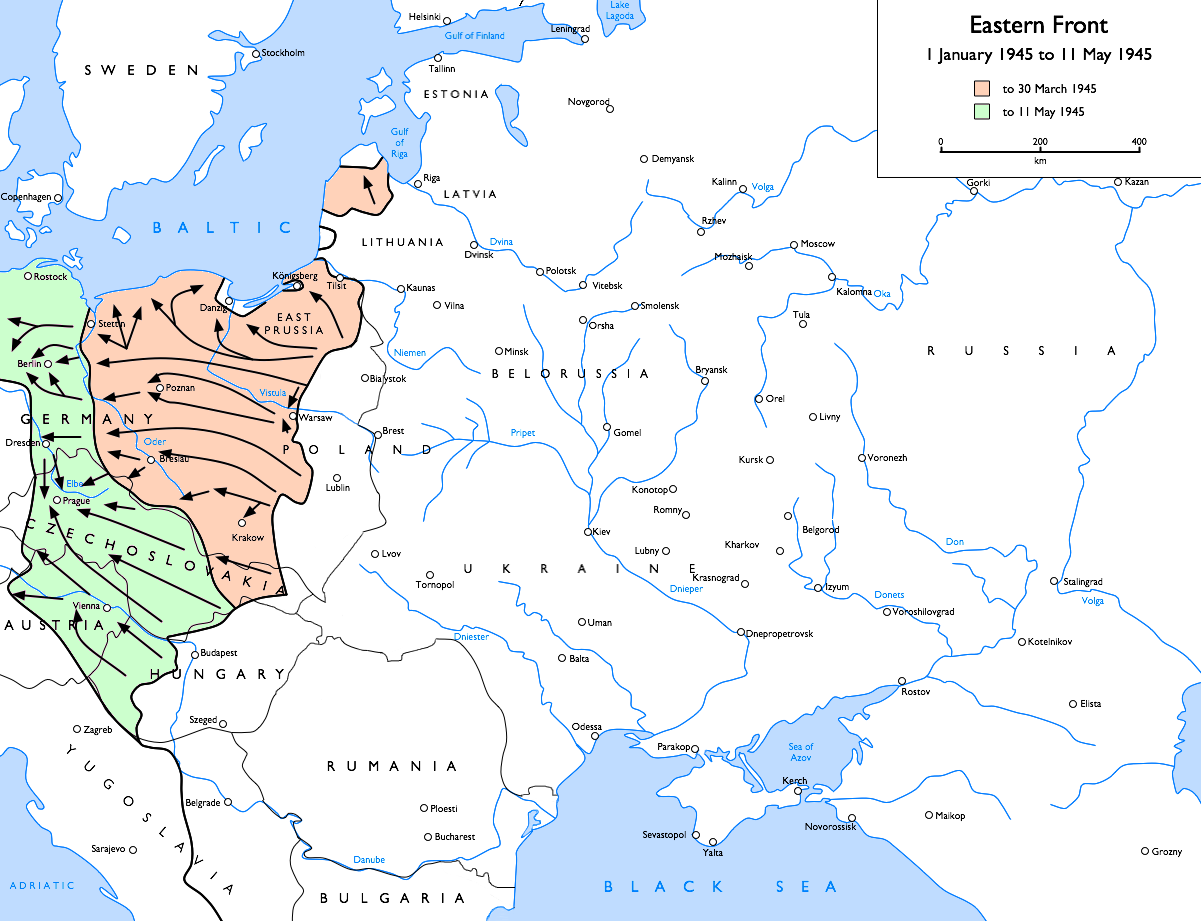
Înaintarea sovietică 1 ianuarie 1945 – 7 mai 1945

Armata Roșie a ocupat în cele din urmă, în ianuarie 1945, Varșovia. După trei zile, patru fronturi ale armatei sovietice au început o ofensivă de la Varșovia peste râul Narew. Armata Roșie îi depășea pe germani cu 9:1 la trupe, 10:1 la artilerie și 10:1 la tancuri și artilerie autopropulsată. După patru zile, Armata Roșie a rupt frontul și a avansat 30 – 40 de kilometri pe zi, cucerind statele Baltice, Danzig, Prusia Răsăriteană, Poznan, stabilind linia frontului la 60 de kilometri est de Berlin, pe râul Oder. 
Pe 25 ianuarie 1945, Hitler a redenumit trei grupuri de armate. Grupul de Armate Nord a devenit Grupul de Armate Curlanda; Grupul de Armate Centru a devenit Grupul de Armate Nord și Grupul de Armate A a devenit Grupul de Armate Centru. Noul Grup de Armate Nord a fost împins într-o pungă și mai mică în jurul Königsberg, în Prusia Răsăriteană.
Un contraatac al proaspătului creat Grup de Armate Vistula, sub comanda lui Heinrich Himmler, a eșuat pe 2 februarie, iar sovieticii au intrat în Pomerania și au cucerit malul drept al râului Oder. În sud, trei încercări de despresurare a orașului Budapesta au eșuat și orașul a fost ocupat de sovietici pe 13 februarie. Germanii au mai contraatacat o dată, Hitler insistând pe sarcina imposibilă de recucerire a Dunării. Până pe 6 martie atacul s-a împotmolit iar Armata Roșie a contraatacat în aceeași zi. Pe 30 martie rușii au intrat în Austria și au cucerit Viena pe 13 aprilie.
Pe 9 aprilie, 1945 Königsbergul a fost, în sfârșit, cucerit de Armata Roșie, deși resturi izolate din Grupul de Armate Nord au mai continuat rezistența la Heiligenbeil
și Danzig până la sfârșitul războiului. Cucerirea Königsbergului a permis Frontul al 2-lea Belorus (FB2) al Generalului Constantin Constantinovici Rokossovski să traverseze pe malul drept al Oderului. În primele două săptămâni ale lunii aprilie, sovieticii au reușit cea mai rapidă redesfășurare a forțelor din război. Generalul Gheorghi Constantinovici Jukov a concentrat Primul Front Belarus (FB1) de sub comanda sa, care era desfășurat de la Marea Baltică până Frankfurt de-a lungul Oderului, într-un raion mai mic, în fața înălțimilor Seelow. Frontul al 2-lea Belorus s-a mutat într-un sector la nord de înălțimile Seelow, sector părăsit de FB1. Pe durata redesfășurării de forțe au rămas spații neacoperite de sovietici, pe unde rămășițele Armatei a 2-a germane scăpate din încercuirea de la Danzig au reușit să se strecoare traversând Oderul. La sud, generalul Ivan Konev a mutat greutatea atacului Frontul 1 Ucrainean (FU1) din Silezia Superioară la nord-vest de râul Neisse. Cele trei fronturi sovietice aveau împreună 2,5 milioane de oameni (incluzând și 78.556 soldați ai (Armata 1-a Poloneză), 6.250 de tancuri, 7.500 de avioane, 41.600 de piese de artilerie și mortiere, 3.255 de lansatoare de rachete Katiușa montate pe camioane, (poreclite Orgile lui Stalin), și 95.383 de vehicule, multe de fabricație americană.

## Berlin: aprilie 1945
Tot ce mai aveau de făcut sovieticii, era să lanseze o ofensivă pentru a cuceri ceea ce avea să devină Germania Răsăriteană. Ofensiva sovietică avea două obiective. Din cauza neîncrederii lui Stalin în intențiile aliaților occidentali de a preda teritoriile cucerite de ei pentru a fi încorporate în zona de ocupație sovietică, ofensiva era gândită pe un front larg și trebuia să avanseze cât mai rapid cu putință, pentru a face joncțiunea cu aliații cât mai la vest posibil. Dar obiectivul de căpătâi era cucerirea Berlinului. Cele două sarcini erau complementare, deoarece cucerirea rapidă a zonei nu era posibilă decât dacă era cucerit Berlinul. Altă cauză era aceea că în Berlin se aflau prăzi importante, printre care programul nuclear german și Hitler însuși.
Ofensiva pentru cucerirea Germaniei Răsăritene și a Berlinului a început pe 16 aprilie cu un asalt asupra liniilor germane de pe râurile Oder și Neisse. După câteva zile de lupte grele, FB1 și FU1 au rupt frontul german în mai multe puncte și au năvălit în Germania de Răsărit. Până pe 24 aprilie, cele două fronturi sovietice au completat încercuirea Berlinului și faza finală a cuceririi Berlinului a început. Pe 25 aprilie FB2 a rupt liniile de apărare ale Armatei a 3-a Panzer la sud de Stettin. Erau liberi să se îndrepte către vest, spre Grupul al 21-lea de Armate Britanic, și către nord, spre Stralsund, port la Marea Baltică. Divizia de Gardă a 58-a Sovietică din Armata a 5-a de Gardă a făcut joncțiunea cu Divizia de Infanterie a 69-a Americană din Armata 1-a Americană lângă Torgau, pe râul Elba.
Pe 30 aprilie, în timp ce sovieticii își croiau drum prin luptă spre centrul Berlinului, Adolf Hitler s-a căsătorit cu Eva Braun și s-au sinucis, ea luând cianură iar el împușcându-se. Helmuth Weidling, comandantul apărării Berlinului, a predat orașul sovieticilor pe 2 mai.
La ora 02:41, în dimineața zilei de 7 mai 1945, la sediul cartierului general aliat, Șeful Statului Major German, Generalul Alfred Jodl, a semnat capitularea necondiționată a Germaniei. În document era inclusă fraza Toate forțele de sub comandă germană vor înceta operațiunile militare până la ora 23:01, ora Europei Centrale, pe 8 mai 1945. A doua zi, la scurtă vreme după miezul nopții, Jodl a repetat ceremonia semnării capitulării la Cartierul General Sovietic al lui Jukov. 
Unele armate germane au refuzat, la început, să se predea și au continuat să lupte în Cehoslovacia până pe 11 mai. Al doilea război mondial se terminase în Europa.
În Uniunea Sovietică, sfârșitul războiului era considerat a fi pe 9 mai, când capitularea și-a făcut efectul după ora Moscovei. Această zi era sărbătoare națională în Uniunea Sovietică și mai este încă sărbătorită ca Ziua Victoriei, (în rusă День Победы ), în Federația Rusă și unele țări post-sovietice.

## Ocupația și represiunea
Teritoriul uriaș cucerit în 1941 a pus Germania în fața problemelor de pacificare și administrare la scară mare. Anumiți cetățeni sovietici, în special în republicile ne-slave, dar și în Ucraina, au întâmpinat cu bucurie pe cuceritori ca eliberatori de sub dictatura stalinistă. Dar ei au aflat că noii stăpâni sunt chiar mai răi decât cei vechi. Mișcările de eliberare națională nou apărute ale belorușilor, ucrainenilor, cazacilor și a altor popoare oprimate din Uniunea Sovietică erau privite cu suspiciune de Hitler. Unele dintre ele au fost cooptate în forțele Axei, altele au fost brutal oprimate. În nici un teritoriu cucerit nu au fost acceptate măsuri de autoguvernare. În loc de astfel de soluții, ideologii naziști rasiști au promovat politica estului European colonizat de coloniști germani, cu băștinașii sortiți morții, evacuați, sau reduși la statutul de sclavi.
In majoritatea spatiului cucerit au fost înființate Comisariate care se ocupau cu jefuirea la maxim a bogățiilor de tot felul: Comisariatul Teritoriului de Est (Reichskommissariat Ostland), in germană) si Comisariatul Ucrainei (Reichskommissariat Ukraine). Doar acestea două au fost puse in practică, mai fiind în plan si Comisariatul Caucazului (Reichskommissariat Kaukasus) precum si Comisariatul Moscovei (Reichskommissariat Moskau) care, din cauza deplasării frontului spre vest nu au mai fost înființate.
În septembrie 1941, Erich Koch a fost numit la șefia Comisariatului Ucrainean. Discursul său inaugural a fost clar în ceea ce privește politica germană: "Sunt cunoscut ca un câine brutal… Sarcina noastră este să absorbim din Ucraina toate bunurile pe care putem pune mâna… Mă aștept din partea voastră la severitate maximă față de populația locală.."
Mai multe mii de civili sovietici au fost executați, dar și mai mulți au murit de foame pentru că germanii rechiziționau toate alimentele pentru armatele lor și nutrețul pentru caii de tracțiune. Atrocitățile față de populația evreiască au început imediat, așa numitele Einsatzgruppen fiind trimise să-i adune pe evrei și să-i împuște. Elementele antisemite locale au fost încurajate să provoace propriile lor pogromuri. În iulie 1941, unitatea SS a lui Erich von dem Bach-Zalewski a început organizarea sistematică a unor asasinate, printre care asasinarea a 30.000 de oameni la Babi Iar. Până la sfârșitul anului 1941, erau 50.000 de militari care se ocupau cu adunarea și uciderea evreilor. Dorința de a trece la uciderile la scară mare a dus la organizarea Operațiunii Reinhard din cadrul Soluției Finale – mașinăria Holocaustului. În trei ani de ocupație, între unu și două milioane de evrei sovietici au fost exterminați. Au fost ținte ale exterminării și alte grupuri etnice: populațiile rromă și sinti.

## Producția industrială

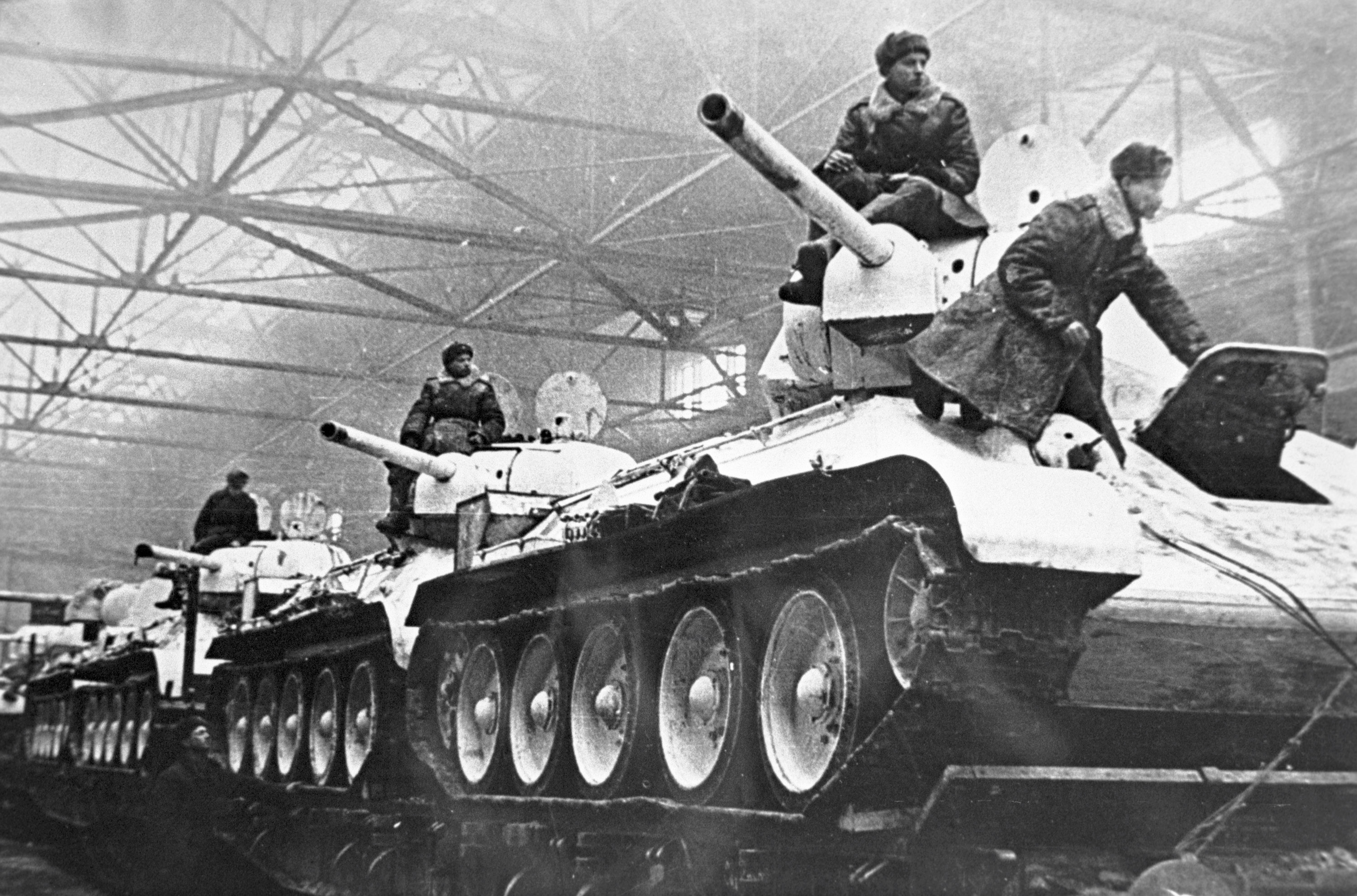
Un tanc sovietic T-34 remorcând un vehicul blindat avariat în timpul bătăliei de la Kursk în iulie 1943. Uniunea Sovietică a fabricat 40.000 de tancuri T-34 în timpul războiului.

Victoria sovietică a fost datorată și capacității industriei sale de a depăși economia germană, în ciuda uriașelor pierderi teritoriale și umane. Planurile cincinale staliniste din deceniul al patrulea al secolului trecut au avut ca rezultat industrializarea zonelor munților Ural și a Asiei Centrale. În 1941, trenurile care transportau trupe către front erau folosite pentru a evacua mii de fabrici din Belarus și Ucraina spre zonele sigure departe în spatele frontului.
Cum rezervele de bărbați care ar fi putut fi mobilizați pe front au scăzut dramatic din 1943 și în continuare, marile ofensive sovietice au ajuns să se bazeze mai mult pe echipamentele de calitate decât pe risipirea de vieți omenești. Creșterea producției de materiale de război s-a făcut pe seama scăderii nivelului de viață al populației civile – conform principiilor războiului total – cât și prin ajutorul primit din Anglia și din Statele Unite prin programul Lend-Lease.
Germania, incapabilă să țină pasul cu ritmul producției sovietice de război, a ales să crească foarte mult calitatea. (În 1943 Uniunea Sovietică a produs 24.000 de tancuri față de cele 13.000 produse de Germania.) Această abordare a dus la proiecte de mare succes, precum uriașul tanc Tiger I și arma antitanc panzerfaust. Aceasta a permis soldaților germani să lupte în condițiile unui foarte mare dezavantaj numeric până când uriașele pierderi din 1944 au secătuit definitiv rezervele materiale și umane.

## Imagini cu militarii români

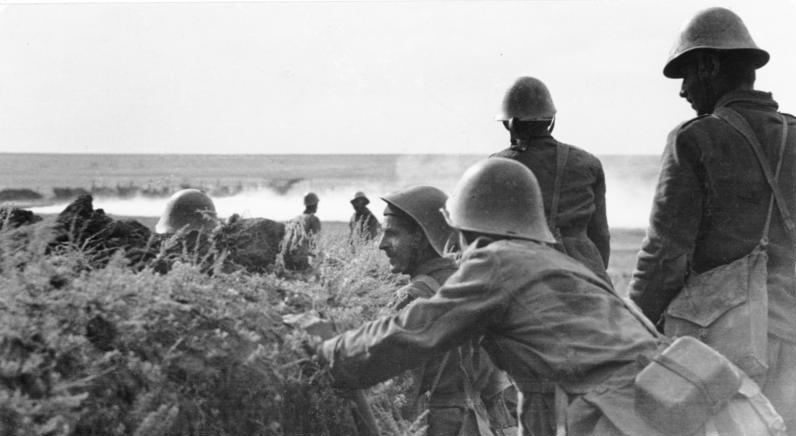
Militari români în zona Don/Stalingrad (1942)
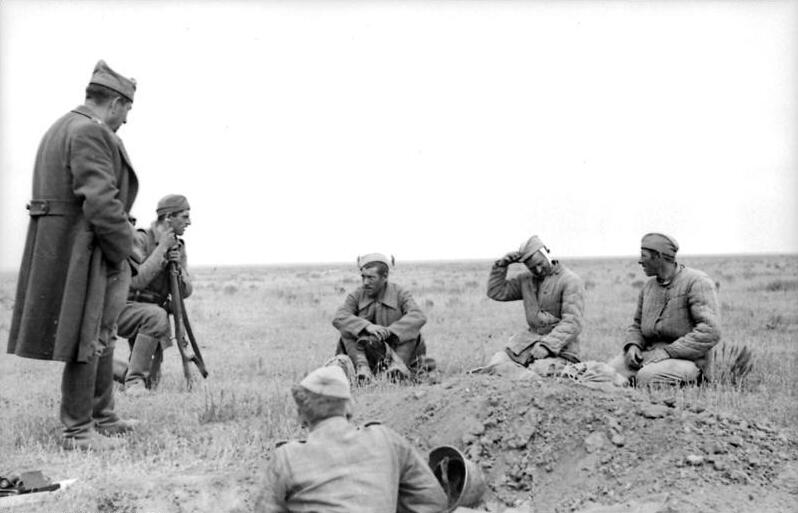
Soldați români și prizonieri ruși în zona Don/Stalingrad (1942)
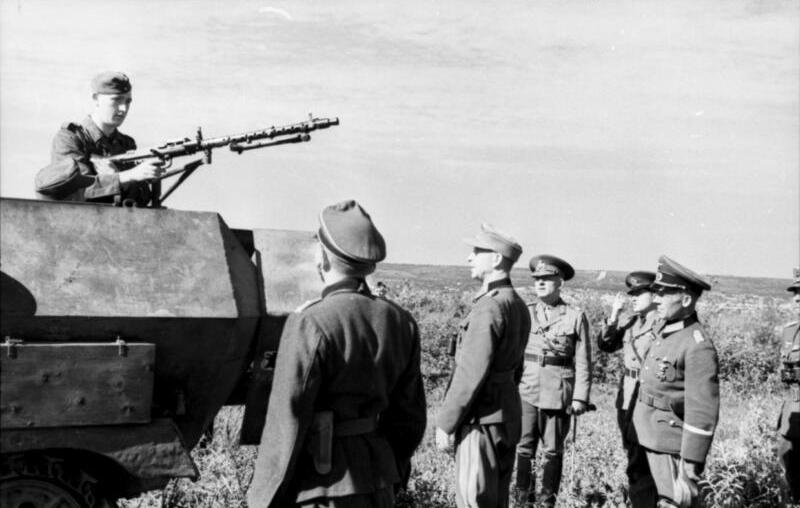
Ofițeri și soldați români și germani în Moldova (21.06.1944)
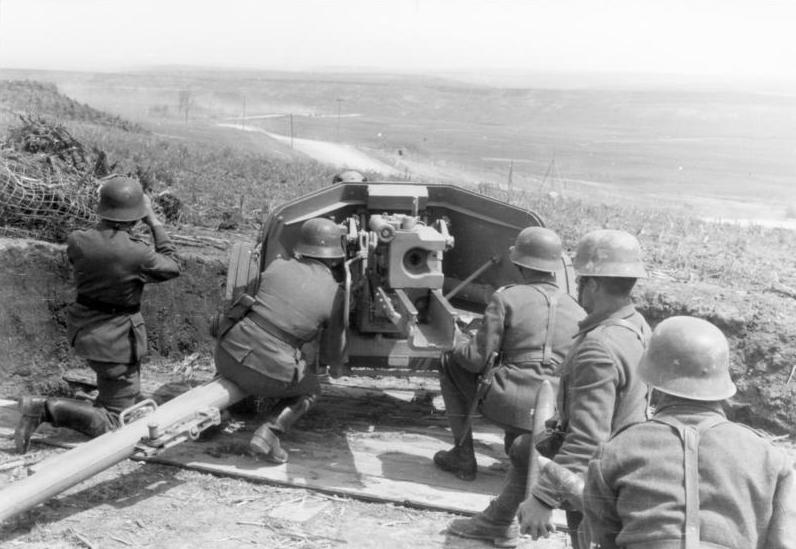
Militari germani pe frontul răsăritean la începutul anului 1944

## Literatură
- Wigbert Benz: Der Rußlandfeldzug des Dritten Reiches. Ursachen, Ziele, Wirkungen. Zur Bewältigung eines Völkermords unter Berücksichtigung des Geschichtsunterrichts. Haag + Herchen Verlag, Frankfurt a.M., 2. Auflage 1988, ISBN 3-89228-199-8
- Horst Boog, Jürgen Förster, Joachim Hoffmann, Ernst Klink, Rolf-Dieter Müller, Gerd R. Ueberschär: Der Angriff auf die Sowjetunion. Fischer Taschenbuch Verlag Nr. 11008, Frankfurt am Main 1991, ISBN 3-596-11008-4. – Textidentisch mit Band 4 (1983) der vom Militärgeschichtlichen Forschungsamt Freiburg/Br. herausgegebenen Schriftenreihe Das Deutsche Reich und der Zweite Weltkrieg. ISBN 3-421-06098-3.
- Wolfgang Fleischer: Unternehmen Barbarossa 1941, Podzun-Pallas Verlag, ISBN 3-7909-0654-9.
- Jörg Friedrich: Das Gesetz des Krieges. Das deutsche Heer in Rußland 1941-1945. Der Prozeß gegen das Oberkommando der Wehrmacht, Verlag Piper, München, 1995, ISBN 3-492-22116-5.
- Walther Hubatsch (Hg.): Hitlers Weisungen für die Kriegsführung 1939–1945. Dokumente des Oberkommandos der Wehrmacht. 2. durchgesehene Auflage, Bernard & Graefe Verlag, Frankfurt am Main 1983, ISBN 3-7637-5247-1.
- Andreas Hillgruber: Hitlers Strategie. Politik und Kriegführung 1940 - 1941. 3. Auflage. Bernard & Graefe, Frankfurt a.M. 1993, ISBN 3-7637-5923-9. Trotz seines Alters immer noch wichtiges Grundlagenwerk.
- Werner Maser Der Wortbruch: Hitler, Stalin und der Zweite Weltkrieg. Olzog Verlag, München 1994. ISBN 3-7892-8260-X.
- Richard J. Overy: Russlands Krieg: 1941–1945. Rowohlt, Reinbek bei Hamburg 2003, ISBN 3-498-05032-X.
- Gerd R. Ueberschär, Wolfram Wette (Hg.): Der deutsche Überfall auf die Sowjetunion. „Unternehmen Barbarossa“ 1941. Fischer Taschenbuch Verlag Nr. 4437 Frankfurt am Main 1991, ISBN 3-596-24437-4. – Sammlung von Aufsätzen bekannter Fachhistoriker mit umfangreichem Anhang wichtiger Dokumente.
- Erich von Manstein: Verlorene Siege. Athenäum, Bonn 1955 (zuletzt in 17. Auflage: Bernard und Graefe, München 2004, ISBN 3-7637-5253-6)
- Der Zweite Weltkrieg. Bertelsmann Lexikon-Verlag
- J. Piekalkiewicz: Die Schlacht um Moskau. Die Erfrorene Offensive. Bergisch Gladbach: Lübbe, 1982, ISBN 3-7857-0290-6
- Timm C. Richter Die Wehrmacht und der Partisanenkrieg in den besetzten Gebieten der Sowjetunion in: R.D. Müller, H.E. Volkmann, (Hrsg. im Auftrag des MGFA): Die Wehrmacht: Mythos und Realität, München, Oldenburg 1999, ISBN 3-486-56383-1, S. 836-857
- Abt. Ic einer Ostarmee: Bessarabien - Ukraine - Krim, Der Siegeszug Deutscher und rumänischer Truppen, Berlin 1943 (Verlag Erich Zander).
- Winston Churchill: Der Zweite Weltkrieg. Scherz, Bern 1960.
- Zum Thema Russland-Feldzug und unmittelbare Folgen werden in der bibliographischen Datenbank RussGUS Arhivat în 8 aprilie 2008, la Wayback Machine. insgesamt mehr als 2.800 Publikationen nachgewiesen (Suchen bei Formularsuche / Sachnotationen: 12.3.4.5.3*). Suche nach Einzelaspekten ist möglich.